# WhiteKnightTwo

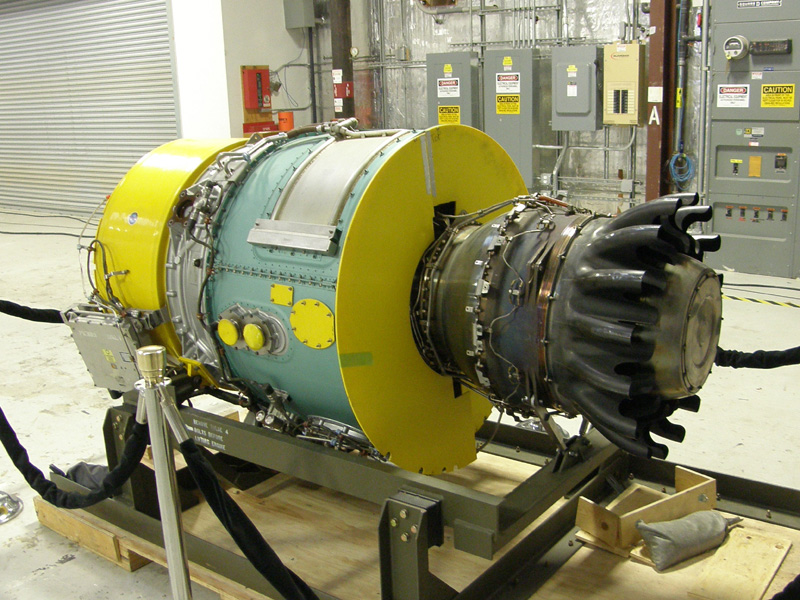
Silnik Pratt & Whitney PW308

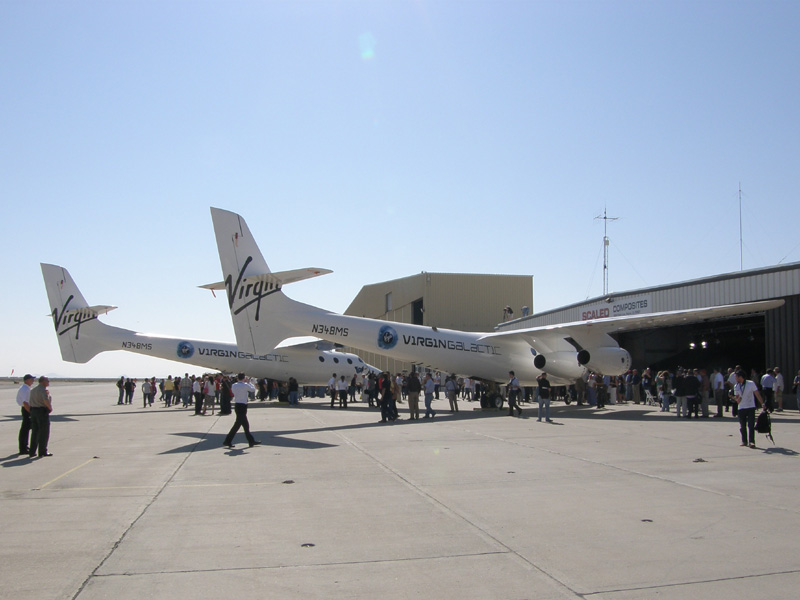
WK2 podczas uroczystej prezentacji i chrztu 28.07.2008

White Knight Two (WK2) – samolot transportowy o napędzie odrzutowym zaprojektowany do wynoszenia i startów suborbitalnego samolotu rakietowego SpaceShipTwo (SS2), jako pierwszy stopień dwustopniowego systemu WK2/SS2. WK2 został zaprojektowany przez firmę Scaled Composites jako model 348 bazujący na wcześniejszym samolocie tej firmy, Proteus.

## Historia
Samolot został zaprojektowany tak, że może realizować różne zadania, nie tylko jako powietrzna platforma startowa dla SS2. Przewiduje się jego stosowanie do lotów z kilkuminutowym stanem nieważkości (zero-g), a także jako platformy do startów innych statków niż SS2, np. do przeprowadzenia testów szybowcowych wahadłowca Dream Chaser. Rozważa się również jego stosowanie do gaszenia pożarów lasów.
Dwa samoloty WK2 zostały zamówione przez firmę Virgin Galactic. Razem z samolotami rakietowymi SS2 mają one stanowić podstawę do stworzenia przez tę firmę floty samolotów przeznaczonych do turystyki suborbitalnej.
W listopadzie 2010 firmy Scaled Composites i Virgin Galactic ogłosiły utworzenie nowej spółki The Spaceship Company, której zadaniem będzie budowa przynajmniej trzech dalszych samolotów WK2 oraz pięciu samolotów SS2.
Pierwszy wybudowany samolot WK2 otrzymał nazwę „Eve” (imię matki Richarda Bransona – właściciela Virgin Galactic). Samolot został publicznie zaprezentowany 28 lipca 2008, a jego pierwszy lot odbył się 21 grudnia 2008. Drugi samolot otrzyma nazwę „Spirit of Steve Fossett” na pamiątkę Steve Fossetta, bliskiego przyjaciela Bransona, który zginął w wypadku lotniczym w 2007.

## Projekt
WK2 jest w przybliżeniu trzykrotnie większy od swojego poprzednika WhiteKnightOne, ponieważ statek SS2 jest również znacznie większy od SS1. Rozpiętość skrzydeł WK2 jest w przybliżeniu podobna do rozpiętości skrzydeł superfortecy Boeing B-29. WK2 został zbudowany z wykorzystaniem najnowszych technologii, nawet przewody zostały wykonane z włókien węglowych według opatentowanych rozwiązań.
WK2 jest samolotem dwukadłubowym, z silnikami odrzutowymi przy każdym kadłubie. Jeden z nich stanowi replikę kadłuba SS2 w celach treningowych oraz dla turystycznych lotów do stratosfery.
WK2 różni się znacznie od WK1 swymi rozmiarami, kształtem, konfiguracją silników i umieszczeniem kokpitu. WK1 jest wyposażony w dwa ogony w kształcie T, podczas gdy WK2 krzyżowe. WK2 ma cztery silniki podwieszone na pylonach pod skrzydłami, a WK1 dwa silniki umieszczone po bokach pojedynczego kadłuba. Udźwig samolotu WK2 wynosi 17 t.

## Przebieg prac
Virgin Galactic zakontraktował samoloty WK2 w firmie Scaled Composites kierowanej przez konstruktora Burta Rutana.
- 23.01.2008 – przedstawiono projekt samolotu WhiteKnightTwo[11].
- 28.07.2008 – zakończono budowę pierwszego egzemplarza nazwanego VMS „Eve” (numer rejestracyjny: N348MS)[12]. Uroczysta prezentacja i chrzest samolotu odbyły się w siedzibie Scaled Composites w Mojave. Branson deklarował wówczas, że pierwszy lot kosmiczny odbędzie się w ciągu 18 miesięcy.
- 21.12.2008 – pierwszy lot WK2.
- 22.03.2010 – odbył się pierwszy lot podwieszonego samolotu SS1 (VSS „Enterprise”). Lot trwał 2 godz. 54 min, osiągnięto wysokość ok. 14 km[13].
- W okresie od grudnia 2008 do grudnia 2011 przeprowadzono 78 lotów testowych, w tym z podwieszonym samolotem SS2 oraz 16 lotów szybowcowych SS2 po uwolnieniu z WK2[14].